# ناحیه فرانکلین (شهرستان لناوی، میشیگان)
ناحیه فرانکلین (به انگلیسی: Franklin Township) یک منطقهٔ مسکونی در ایالات متحده آمریکا است که در شهرستان لناوی، میشیگان واقع شده‌است.
 ناحیه فرانکلین ۱۰۱٫۸ کیلومتر مربع مساحت و ۲٬۹۳۹ نفر جمعیت دارد و ۲۹۲ متر بالاتر از سطح دریا واقع شده‌است.